# MC Buffalo
Dejan Bubalo poznat pod umjetničkim imenom MC Buffalo, je pokojni hrvatski reper. Poznat je po tome da je prvi hrvatski reper i da je začeo hip hop u hrvatskoj. 

## Početci i 1st Cut
MC Buffalo je započeo repati 1984. po riječkim ulicama. Umjetničko je ime dobio 1989. kad ga je američki vojnik,koji nije znao hrvatski, nazvao Buffalo umjesto Bubalo. 1985. se pridružuje grupi R.A.P. Krajem 90-h repa i piše tekstove. Negdje tijekom proljeća 1991. izbacuje album MC Buffallo's 1st Cut preko D.J.-TEAM-a. Pjesma Fažol s albuma prozvana je prvom rap pjesmom na čakavskom. Iste godine se pojavljuje na kompilaciji Ne Damo Se (Krepat Ma Ne Molat) te sljedeće godine na Channel Is Deep & Beech od Ugly Leadersa.

## MC Buffalo & Maderfa'N'kerz
1992. godine osniva se sastav MC Buffalo & Maderfa'N'kerz s članovima MC Buffalo: Denis Pilepić - Pile, Robert Jovanović – Robi, Đimi Grgić - Jimi i Neven Novak. Sastav je bio spoj hip hopa, rocka i funka. Iste godine izbacuju album Made In Rijeka na kojoj je bila prva zabranjena pjesma u hrvatskoj Moja Domovnica. Imali su tri singla za koje su i snimili spotove Šugav Pas, Automobil i Sex Machine koje su se neprestano vrtili na emisiji Hit Depo. 1993. Suzy Records izbacuje Made in Rijeka (Reizdanje) i iste godine Buffalo odlazi iz sastava te nastavlju snimati pod imenom Madefa'N'kerz.

## RijeKKKa's Most Wanted
1995. MC Buffalo se pojavljuje s kolegama na kompilaciji RijeKKKa's Most Wanted s kolegama Maderfa'N'kerz, Ugly Leaders i Unlogic Skill. MC Buffalo se pojavio s tri pjesme na albumu Smeće, Good Day (s DJ Pimpom) i Bambušćina. RijeKKKa's Most Wanted turneja je bila počela pred kraj '95 te završila na početku '96. Turnejali su kroz gradove Rijeka, Zadar, Pula, Rovinj, Karlovac, Čakovec, Virovitica i Ilirska Bistrica.

## Pol' Tone Rappa
Nakon kratke pauze Buffalo zajedno s kolegama DJ Knockout i Skat formira grupu Pol' Tone Rappa. Debi su imali na Pimpovoj Hip Hop Generacija 2000: Stop Ovisnosti s pjesmom Manifesto. Na kompilaciji je Buffalo izbacio i remix pjesme Good Day. 1999. gostuju na Pimpovom albumu Sex, Dope & Hip Hop na pjesmi Hip Hop Unplugged s Dhirtee III Ratz. Nastavljaju raditi i snimati te Buffalo odlazi iz grupe 2001. i prelazi u grupu LSD dok Knock i Skat nastavljaju bez njega.

## LSD
Buffalo se pridružuje grupi LSD s originalnim članovima Mish i Zizee. 2001. gostuju na kompilaciji Rijekologija. Snimaju do 2006. te Mish prestaje repati i grupa prestaje biti aktivna. 

## Zadnje godine i smrt
2007. Buffalo gostuje na pjesmi Gradska od Denno & Ganeta za album Sirotinja D.O.O. - Kompilacija 2007. Godinu nakon se pojavljuje u dokumentarnom filmu Hip Hop Priča iz Hrvatske. MC Buffalo je veliki dio života živio u nehumanim životnim uvjetima i bio je ovisan o pomoći države. Zbog toga su njegovi prijatelji i bivše kolege 2011. u Palach organizirali MC BUFFALO Support Koncert na kojem je nastupio veliki broj riječke hip hop scene te i Maderfa'N'kerzi. 5.12.2012 MC Buffalo je preminuo od srčanog udara.

## Diskografija
- Albumi
- 1991. - MC Buffallo's 1st Cut
- 1992. - Made in Rijeka
- 1993. - Made in Rijeka (Reizdanje

- Spotovi
- 1992. - Šugav Pas
- 1992. - Automobil
- 1992. - Sex Machine
- 1992. - Živjet će Vječno
- 1995. - Gangsterski Paradajz
- 2008. - Hrvatska Danas

## Vanjske poveznice
- na YouTubeu
- Arhivirana inačica izvorne stranice od 13. ožujka 2016. (Wayback Machine)